# إمبراطورية هايتي الأولى
إمبراطورية هايتي الأولى (بالفرنسية: Empire d'Haïti؛ بالكريولية الهايتية: Anpi an Ayiti) كانت ملكية انتخابية في أمريكا الشمالية. كانت هايتي تحت سيطرة فرنسا قبل إعلان الاستقلال في 1 يناير 1804. لقد أنشأ الحاكم العام في هايتي، جان جاك ديسالين، الإمبراطورية في 22 سبتمبر 1804 وأعلن نفسه الإمبراطور جاك الأول ثم أقام حفل التتويج في 6 أكتوبر. حدد دستور 20 مايو 1805 طريقة حكم الإمبراطورية، مع تقسيم البلاد إلى ستة أقسام عسكرية. يتوافق عموم كل قسم مع الإمبراطور مباشرة، أو مع الجنرال الذي يعينه الإمبراطور. كما حدد الدستور الخلافة للعرش، مع تاج انتخابي وقدرة الإمبراطور على تعيين خلفه. كما حظر الدستور على البِيض، باستثناء الألمان والبولنديون المجنسين، من امتلاك ممتلكات داخل الإمبراطورية.
أُغتيل الإمبراطور جاك الأول في 17 أكتوبر 1806. لقد ثم تولى إدارة السلطة كل من ألكسندر بيتيون وهنري كريستوف هما من إدارته، مما أدى إلى انقسام في البلاد مع قيادة بيتيون لجمهورية هايتي الجنوبية وقيادة كريستوف لدولة هايتي (لاحقًا مملكة هايتي). وبعد 43 سنة، وفي 26 أغسطس 1849، أعاد الرئيس فوستين سولوكي الإمبراطورية مرة أخرى والتي استمرت حتى 15 يناير 1859.